# Мост Сихоумэнь
Мост Сихоумэнь (кит. трад. 西堠門大橋, упр. 西堠门大桥) — висячий мост на архипелаге Чжоушань, Китай. Основной отсек был завершен в декабре 2007.
Мост был открыт в тестовом режиме 25 декабря 2009 года.
Является третьим самым длинным мостом в мире, по длине центрального отсека. Дата запуска была отложена из-за столкновения корабля с опорой моста 16 ноября 2009 года.
Длина соединений моста — 5,3 км, длина основного моста — 2,6 км, длина основного отсека 1,650 м. На данный момент существуют только два моста с более крупным пролётом — Акаси-Кайкё в Японии и Мост Чанаккале 1915 года в Турции. Однако, еще несколько проектируемых или строящихся мостов будут крупнее.
Мост был построен провинцией Чжэцзян, и обошёлся налогоплательщикам в 2,48 млрд юаней. Строительство было начато в 2005 году, и первый автомобиль пересёк мост 25 декабря 2009 года, в 23.58, по местному времени.
Мост соединяет остров Цзиньтан en:Jintang Island (англ.) и острова Цэцзы.